# Berberis shenii
Berberis shenii är en berberisväxtart som först beskrevs av Woon Young Chun, och fick sitt nu gällande namn av J. E. Laferriere. Berberis shenii ingår i släktet berberisar, och familjen berberisväxter. Inga underarter finns listade i Catalogue of Life.